# Tolpiodes aphanta
Tolpiodes aphanta är en fjärilsart som beskrevs av Turner 1902. Tolpiodes aphanta ingår i släktet Tolpiodes och familjen nattflyn. Inga underarter finns listade i Catalogue of Life.